# 수술 (수학)

원에 0-수술을 가하면 하나의 원 또는 두 개의 원으로 만들 수 있다.

미분위상수학에서 수술(手術, 영어: surgery 서저리[*])은 다양체 속의 원기둥을 도려내고 그 자리에 다른 모양의 원기둥을 붙여 전체의 위상을 바꾸는 연산이다. 수술은 고차원 (5차원 이상) 다양체의 연구에 매우 중요한 역할을 하며, 그 이론을 수술 이론(手術理論, 영어: surgery theory)이라고 한다.

## 정의
다음이 주어졌다고 하자.
- {\displaystyle p+q}차원 다양체 {\displaystyle M}
- 연속인 매장 {\displaystyle \phi \colon \mathbb {S} ^{p}\times \mathbb {D} ^{q}\hookrightarrow M}

여기서 {\displaystyle \mathbb {S} ^{p}}는 {\displaystyle p}차원 초구이며 {\displaystyle \mathbb {D} ^{q}}는 {\displaystyle q}차원 닫힌 공이다. 이 때 {\displaystyle \phi }의 상에 해당하는 {\displaystyle M}의 부분다양체 {\displaystyle N:=\operatorname {im} \phi }의 경계는 {\displaystyle \mathbb {D} ^{p+1}\times \mathbb {S} ^{q-1}}의 경계와 같다.
{\displaystyle \partial (N)\simeq \partial (\mathbb {S} ^{p}\times \mathbb {D} ^{q})\simeq \mathbb {S} ^{p}\times \mathbb {S} ^{q-1}\simeq \partial (\mathbb {D} ^{p+1}\times \mathbb {S} ^{q-1})}
그러므로 {\displaystyle N}을 도려내고 그 자리에 {\displaystyle (\mathbb {D} ^{p+1}\times \mathbb {S} ^{q-1})}를 채워넣어 새로운 {\displaystyle p+q}차원 다양체 {\displaystyle M'}을 만들 수 있다.
{\displaystyle M':=\left(M\setminus N\right)\cup _{\partial (N)}\left(\mathbb {D} ^{p+1}\times \mathbb {S} ^{q-1}\right)}
이와 같은 과정을 {\displaystyle p}-수술이라고 한다.
만약 {\displaystyle M}이 매끄러운 다양체일 경우, 수술한 자리 주변에 매끄럽게 하는 작업(smoothing)을 가해서 {\displaystyle M'}이 매끄러운 구조를 가지도록 만들 수 있다. 조각적 선형 다양체일 경우에도 비슷한 작업이 가능하다.

## 예

### 원 위의 수술
원 위에서 0-수술을 다음과 같이 가하자.
즉, 원 속에서 {\displaystyle \mathbb {S} ^{0}\times \mathbb {D} ^{1}}을 도려내고, 그 속에 다른 방향으로 {\displaystyle \mathbb {D} ^{1}\times \mathbb {S} ^{0}}를 이어붙인다. 이 경우, 수술의 방향에 따라 두 가지가 존재하는데, 하나는 한 개의 원, 다른 하나는 두 개의 원을 얻는다.

### 구 위의 수술
구 {\displaystyle \mathbb {S} ^{2}} 위에 1-수술을 가한다면, 두 개의 구를 얻는다.
구 {\displaystyle \mathbb {S} ^{2}} 위에 0-수술을 가하자. 이 경우, {\displaystyle \mathbb {S} ^{0}\times \mathbb {D} ^{2}\cong \mathbb {D} ^{2}\sqcup \mathbb {D} ^{2}}를 도려내면 원기둥 {\displaystyle \mathbb {S} ^{1}\times \mathbb {D} ^{1}}을 얻으며, 여기에 {\displaystyle \mathbb {D} ^{1}\times \mathbb {S} ^{1}}을 이어붙인다면 이는 방향에 따라 원환면 {\displaystyle \mathbb {T} ^{2}=\mathbb {S} ^{1}\times \mathbb {S} ^{1}} 또는 클라인 병을 얻는다.

### 모스 함수
{\displaystyle n+1}차원 매끄러운 다양체 {\displaystyle M} 위의 모스 함수 {\displaystyle f}의 임곗값 {\displaystyle c\in \mathbb {R} }이 정확히 하나의 임계점 {\displaystyle x\in M}에 대응한다고 하고, {\displaystyle x}의 모스 지표가 {\displaystyle p+1}이라고 하자. 모스 이론에 따르면 이 때 충분히 작은 {\displaystyle \epsilon \in \mathbb {R} ^{+}}에 대하여 다양체 {\displaystyle f^{-1}(c-\epsilon )}를 {\displaystyle f^{-1}(c+\epsilon )}에 {\displaystyle p}-수술을 가하여 얻을 수 있다.

## 참고 문헌
- Browder, William (1972). 《Surgery on simply-connected manifolds》 (영어). Berlin, New York: Springer-Verlag. MR 0358813.
- Ranicki, Andrew (2002). 《Algebraic and Geometric Surgery》. Oxford Mathematical Monographs, Clarendon Press (영어). ISBN 978-0-19-850924-0. MR 2061749.
- Wall, C. T. C. (1999). 《Surgery on compact manifolds》. Mathematical Surveys and Monographs (영어) 69 2판. Providence, R.I.: American Mathematical Society. ISBN 978-0-8218-0942-6. MR 1687388.